# Célestin Denissel
Pour les articles homonymes, voir Denissel.
Célestin Thomas Louis Denissel est un homme politique français né le 20 décembre 1808 à Saint-Venant (Pas-de-Calais) et décédé le 22 août 1863 à Saint-Venant.

## Biographie
Fabricant d'huile, puis brasseur, il reçoit plusieurs décorations pour des actes de dévouement et de sauvetage. Il est député du Pas-de-Calais de 1848 à 1851, siégeant à droite.

## Sources
- « Célestin Denissel », dans Adolphe Robert et Gaston Cougny, Dictionnaire des parlementaires français, Edgar Bourloton, 1889-1891 [détail de l’édition]